# Jürgen Neven-du Mont

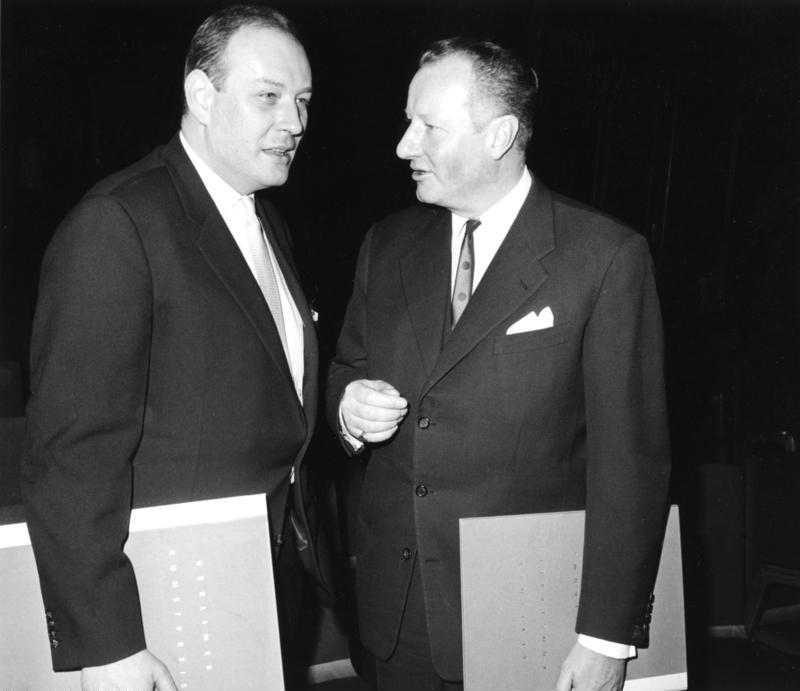
Jürgen Neven-du Mont (rechts) mit Walter Krüttner bei der Verleihung des Berliner Kunstpreises für Film (1964)

Jürgen Alfred Maria Neven-du Mont (* 13. September 1921 in München; † 14. Juli 1979 ebenda) war ein deutscher Schriftsteller, Regisseur und Journalist.

## Leben und Werk
Jürgen Neven-du Mont wurde als Sohn des Münchner Grafikers Carl August Neven DuMont (1895–1979, jüngerer Bruder des Journalisten Mark Neven DuMont) und dessen Frau Elisabeth Henriette Christine, geb. Neven DuMont (1899–1986), in München-Solln geboren. Nach dem Besuch des Landschulheims Neubeuern am Inn studierte er Soziologie und Neuere Geschichte in Rom, Paris und Heidelberg.
Seine journalistische Ausbildung absolvierte er in Köln. 1946 gab er in München mit Nicolaus Sombart die Jugendzeitschrift Die verlorene Generation heraus. Zur gleichen Zeit arbeitete er im Theaterbereich. Neven-du Mont war zuerst Regieassistent am Theater der Jugend in München. Von 1946 bis 1949 war er Regieassistent und Dramaturg bei Paul Verhoeven am Bayerischen Staatsschauspiel. Nebenher inszenierte er auch am Theater in Darmstadt und Stuttgart.
Als freier Mitarbeiter der Neuen Zeitung fand er zum Journalismus zurück. Von 1949 bis 1950 war er politischer Redakteur der Süddeutschen Zeitung. In den Jahren 1951 bis 1953 war er unter Hans Habe Chefreporter der Münchner Illustrierten. Anschließend von 1954 bis 1956 war er Chefredakteur der Sonntags-Illustrierten beim Ullstein Verlag in Berlin. Nebenher assistierte er Regisseur Viktor Tourjansky und synchronisierte ausländische Filme.
Von 1956 bis 1962 war Neven-du Mont als Fernseh-Chefreporter beim Hessischen Rundfunk in Frankfurt tätig. Im Anschluss war er in gleicher Funktion bis 1966 beim Norddeutschen Rundfunk (NDR) unter Vertrag. Neven-du Mont erstellte in dieser Zeit eine Reihe vielbeachteter Fernsehsendungen und politischer Reportagen: Die Allee des Todes (1956; über die Schlachtfelder zwischen Metz und Verdun); Der unbequeme Staat (1957; über Israel); Deshalb wählt Vittorio rot (1962; über den italienischen Kommunismus); Wie sehen uns die anderen?, Der Teufelskreis und Polen in Breslau. In dieser Zeit vermittelte er auch viele Künstler zum Fernsehen, u. a. den Filmkomponisten Peter Thomas.
Unter anderem veröffentlichte er feuilletonistische Arbeiten wie Akrobaten des Alltags, Wann ist der Mensch betrunken, Teutonen in Italien, Die Katzen von Rom, Der homo sapiens im Zoo und Die Hunde von Saint Tropez.
Er machte sich vor allem mit Filmen aus dem Ostblock einen Namen. Als erster deutscher Fernsehjournalist filmte er in Ungarn und der Tschechoslowakei. Für die Aufnahmen zu dem Film Bilder aus der Sowjetunion – Der verplante Mensch erteilte ihm Nikita Chruschtschow 1964 eine Sondergenehmigung. Mit dieser Genehmigung konnte er fast drei Monate durch die Sowjetunion reisen. Der dabei entstandene Film berichtet über landwirtschaftliche und industrielle Planwirtschaft, Schulsystem, Jugenderziehung, Freizeitgestaltung und Wohnverhältnisse der Sowjetbürger.
Ausgelöst durch Berlin-Krise und Mauerbau änderte sich die Haltung der Medien und der Öffentlichkeit gegenüber der Vertriebenenpolitik. Intellektuelle und Medienvertreter wie Neven-du Mont forderten öffentlich den Verzicht auf die ehemaligen Ostgebiete ein. Im Mai 1963 brachte ihm seine TV-Reportage über die Polen in Breslau Ärger mit den deutschen Vertriebenenverbänden ein. Die Funktionäre vertraten die Meinung, dass sein Beitrag zu entspannungsfreundlich sei. Als Neven-du Mont im Juni 1963 auf dem Heimattreffen der Schlesier in Köln filmen wollte, musste er sich mit seinem Team von der Polizei vor den Ausschreitungen der Heimatvertriebenen schützen lassen.
Vom 1. Oktober 1963 bis zum 30. Dezember 1963 hatte Neven-du Mont mit Werner Baecker, Manfred Jenke, Walter Menningen, Guido Schütte und Dietrich Koch zusammen die Leitung und Moderation des NDR-Polit-Magazins Panorama.
1963 wurde ihm der Joseph-E.-Drexel-Preis auf dem Gebiet des Pressewesens und der Publizistik verliehen. Im Januar 1964 wurde er für seine Sendung Sind wir Revanchisten? Die Deutschen und die Oder-Neiße-Linie auch mit dem Adolf-Grimme-Preis in Silber ausgezeichnet.
Von 1967 bis 1971 arbeitete er als freier Journalist, Regisseur und Autor. In dieser Zeit entstanden mehrere Artikel, Beiträge und Bücher. Der liberale Reporter Neven-du Mont, seit 1972 Mitglied der FDP, war von 1971 bis 1973 Leiter der ZDF-Hauptredaktion Dokumentarspiele.
Neven-du Mont hat vor allem die historisch-politische Hauptrichtung des Dokumentarspiels genutzt und Zeitprobleme thematisiert. Als Leiter durfte er laut Vertrag jährlich ein Dokumentarspiel selbst produzieren. Er war Autor des zweiteiligen Dokumentarspiel Der Soldatenmord von Lebach. Grundlage für die Verfilmung war sein Buch Kleinstadtmörder. Spur 1081. Durch das so genannte Lebach-Urteil des Bundesverfassungsgerichtes wurde die Ausstrahlung des Dokumentarspiel untersagt. Das etwa 1,2 Mio. Deutsche Mark teure Dokumentarspiel verschwand daraufhin im „Giftschrank“ des Zweiten Deutschen Fernsehen.
Ab Januar 1974 war er bis zu seinem Tode als ZDF-Sonderkorrespondent tätig.
Jürgen Neven-du Mont war mit der Schriftstellerin Dietlind Neven-du Mont (1926–1995), geb. Edle von Xylander, verheiratet und hatte einen Sohn, Christian Alfred Neven-du Mont (* 1947). Er starb am 14. Juli 1979 nach langer schwerer Krankheit in München.

## Zitat
„Es gibt Fernsehschaffende, die können ins volle Menschenleben hineingreifen, wann und wo sie wollen – es kommt nichts Nachrühmenswertes dabei heraus. Und dann gibt es andere, die packen einfach zu, ohne hinzuschauen, und schon haben sie ein ‚heißes Eisen‘, eine ‚brennende Zeitfrage‘ oder sonst etwas in der Hand, das ihnen das Prädikat ‚der verdienstvolle …‘ auf Jahre hinaus sichert. Zu diesen letzteren gehört auch der verdienstvolle Reporter des Hessischen Rundfunks Jürgen Neven-du Mont.“

## Auszeichnungen
- 1963: Joseph-E.-Drexel-Preis
- 1963: Berliner Kunstpreis
- 1964: Adolf-Grimme-Preis
- 1979: Bundesverdienstkreuz 1. Klasse

## Veröffentlichungen
- Die Mäuse des Herrn Petersilie und viele andere Geschichten und Gedichte. Ensslin & Laiblin, Reutlingen 1984, ISBN 3-7709-0558-X.
- Willibald Maus. Ensslin & Laiblin, Reutlingen 1961.
- Zum Beispiel 42 Deutsche. Berichte aus einer deutschen Stadt, Büchergilde Gutenberg, Frankfurt a. M. u. a. 1968.
- Liebe Deine Deutschen wie Dich selbst. Bericht aus einer deutschen Stadt. Rowohlt, Reinbek 1970, ISBN 3-499-11297-3.
- mit Karl Schütz,  unter Mitarbeit von Rainer Söhnlein: Kleinstadtmörder: Spur 1081. Hintergründe zum Fall Lebach. Hoffmann u. Campe, Hamburg 1971, ISBN 3-455-05610-5.
- Leopold, das blaue Schwein. Verlag F. Schneider, München 1969.
- Deutschlands unfrisierte Gedanken über die Kommunisten. In: Die Neue Gesellschaft.  Nr. 13 1966, S. 193–197

## Filme und TV-Reportagen
- 1968: Eine Gefangene bei Stalin und Hitler
- 1966: Menschen in Wolgograd
- 1966: Menschen und Industrie in Ostsibirien
- 1964: Welch Geist siegt in der Bundeswehr?
- 1964: Bilder aus der Sowjetunion – Der verplante Mensch
- 1963: Sind wir Revanchisten? Die Deutschen und die Oder-Neiße-Linie
- 1963: Polen in Breslau
- 1963: Stalingrad
- 1959: Blick auf unsere Jugend
- 1959: Ihr sollt mein Volk sein – Erlebter Kirchentag
- 1959: 2x Deutschland – Die Geschichte einer Spaltung von Yalta bis ...?, Hessischer Rundfunk (zweiteilig)
- 1959: Der Kalte Krieg im Klassenzimmer
- 1958: Fischer, Bauern und Soldaten